# Теория заговора
Тео́рия за́говора (от англ. conspiracy theory), конспироло́гия (от англ. conspiracy «заговор» + др.-греч. λόγος) — объяснение событий или ситуаций (реальных или вымышленных) как последствий заговора могущественных групп, действующих злонамеренно и, как правило, политически мотивированных, в том числе стремящихся к захвату власти над миром, в ситуации, когда другие объяснения более вероятны; вера, что тайная, но влиятельная организация (как правило, политическая по мотивации и репрессивная по методам) несёт ответственность за необъяснимое событие. Термин имеет отрицательную коннотацию, подразумевая, что апелляция к заговору основана на предрассудках или слабых доказательствах. Теория заговора не является просто одним из возможных объяснений среди других равноценных альтернатив, но представляет собой идею, которая противоречит более правдоподобной и широко принятой версии. Конспирологические убеждения расходятся с научным консенсусом и общепринятым мнением учёных и других экспертов. Теория заговора представляет собой убеждение, что процессы, обычно рассматриваемые как развивающиеся спонтанно, являются результатом сценария, спланированного группой лиц.
Теории заговора нефальсифицируемы (построены таким образом, что принципиально не могут быть опровергнуты) и подкрепляются круговыми рассуждениями (логическая ошибка в виде хождения по кругу): как аргументы против существования заговора, так и отсутствие доказательств заговора интерпретируются как свидетельства его реальности, в результате чего заговор становится вопросом веры, а не гипотезой, которую можно доказать или опровергнуть. Исследования связывают веру в теории заговора с недоверием к властям и политическим цинизмом.
Теории заговора содержат логическую структуру, отличную от рационального мышления и соответствующую мифологическому: не соблюдается закон исключённого третьего, суть подменяется вопросом происхождения, событиям приписывается обязательная целенаправленность, соседство во времени принимается за причинно-следственную связь.
Некоторые исследователи предполагают, что конспирологическое мышление — вера в теории заговора, то есть способ восприятия реальности, который основан на идее, что миром правят тайные силы — может быть психологически вредным или являться симптомом патологических явлений и коррелирует с более низким уровнем аналитического мышления, интеллекта, психологическими проекциями, паранойей и макиавеллизмом. Психологи обычно связывают веру в теории заговора и видение заговора там, где его нет, с рядом психопатологических состояний, таких как паранойя, шизотипия, нарциссизм и нарушение привязанности, или с формой когнитивного искажения — восприятием иллюзорных паттернов. Однако в рамках современного научного консенсуса считается, что большинство сторонников теорий заговора не страдают психическими патологиями, поскольку их убеждения в конечном счёте базируются на когнитивных тенденциях, естественных для человека и, вероятно, имеющих глубокую эволюционную историю, включая естественную склонность к тревоге и видению умысла.
Исторически теории заговора тесно связаны с предрассудками, политической пропагандой, охотой на ведьм, войнами и геноцидом. Конспирологические взгляды часто разделяют оправдывающие свои действия борьбой с тайными заговорщиками террористы (например, Тимоти Маквей и Андерс Брейвик) и некоторые политические режимы в таких странах как нацистская Германия, Советский Союз и Турция. Идеология нацизма включает представление, что «мировое еврейство» является главным врагом германской нации. Эта теория заговора послужила для легитимизации Холокоста. Отрицание СПИДа правительством Южной Африки, мотивированное теориями заговора, привело к примерно 330 тысячам смертей от СПИДа. Теория заговора «QAnon» и отрицание результатов президентских выборов в США в 2020 году стали причиной захвата Капитолия США в 2021 году. Теория заговора о вреде ГМО привела правительство Замбии к отказу от продовольственной помощи в то время, когда три миллиона человек в стране страдали от голода. Теории заговора являются существенным препятствием для улучшения общественного здравоохранения, поощряя противодействие вакцинации и фторированию воды и др., и могут способствовать вспышкам болезней, которые можно было бы предотвратить с помощью вакцин. Другие последствия распространения теорий заговора включают снижение доверия к науке, радикализацию и идеологическое усиление экстремистских групп и возможные экономические проблемы. По мнению ряда исследователей, что если теории заговора и влияют на общество, то это происходит в сфере культуры, где они играют разрушительную роль.
Теории заговора ранее были ограничены маргинальной аудиторией, но к настоящему времени получили широкое распространение в средствах массовой информации и Интернете, включая социальные сети, к концу XX — началу XXI веков став культурным феноменом. Они широко распространены по всему миру, могут иметь большую популярность, а в отдельных странах или культурах некоторые теории заговора могут разделяться большинством. Конспирология нашла широкий общественный спрос и сформировала масштабную сферу коммерческих интересов, имея популярность у авторов развлекательного контента. Увлечение теориями заговора составило заметную тенденцию массовой культуры.
Противодействие распространению теорий заговора включает поддержание открытого общества и улучшение навыков аналитического мышления у широких масс.

## Термин
По мнению австралийско-британского историка Эндрю Маккензи-Макхарга, выражение «теория заговора» впервые появилось в выпуске от 5 июля 1881 года газеты St. Louis Daily Globe-Democrat, относясь к делу о покушении на американского президента Джеймса Гарфилда. Во втором томе работы «Открытое общество и его враги» философ Карл Поппер использовал близкий термин «заговорщицкая теория общества», и с того времени термин получил распространение.

## Формирование
Согласно выводам социальных психологов, вера в конспирологию в ряде случаев может быть объяснена склонностью к недоверчивости и подозрительности. Человек, верящий в одну теорию заговора, с наибольшей вероятностью примет и другую, даже в случае, если они являются взаимоисключающими. Кроме того, отношение к конспирологии зависит от конкретной политической ситуации. В случае поражения на выборах политической партии у её сторонников может вырасти подозрительность в отношении выигравшего конкурента. Теории заговора становятся более популярными в кризисные периоды.
Вера часто бывает ситуативной и основанной на доступной информации. С ростом объёма информации, которая содержит конспирологические идеи, растёт вероятность того, что человек будет оценивать последующие события в том же направлении. Способом упрочения конспирологической позиции является стремление к нахождению информации, подтверждающей уже имеющуюся точку зрения — предвзятость подтверждения, а также склонность замкнуться в сообществе с такими же взглядами, где развиваются различные мифологические идеи. Популярность конспирологии опирается также на групповую идентичность и поощрение со стороны группы. Согласно британскому социологу Александре Чичоке, склонность членов группы к конспирологии может быть проявлена в ситуации, когда коллективная идентичность подверглась угрозе. Восприятие членами группы себя как особенных способствует вере, что проблемы внутри группы «срежиссированы» внешними силами. Кроме того, конспирология предоставляет возможность для людей снять с себя ответственность за происходящее. Снижению доверия к конспирологии могут способствовать высокий уровень образования и развитие критического мышления.
Политолог Пьер-Андре Тагиефф писал, что упрощение, которое находится в центре конспирационистской теории, даёт неверное освещение политического поля. Объяснение при помощи единственного и простого фактора является мифологизацией. Упрощение является следствием гиперрационализации исторического процесса, который сводится к представлению о развёртывании некого «плана». Современная история изображается как совершенно понятная, что достигается через упразднение всего непредсказуемого, случайного. Упрощение происходящего до одного объяснительного фактора является применением основного в полемическом дискурсе «правила единого врага» (Жан-Мари Доменак), которое соединяет различные элементы (например, «иудео-масонский», «иудео-капиталистический», «иудео-большевистский», «иудео-британский», «американо-сионистский» и др. заговоры).
Согласно политологу Майклу Баркуна, конспирология демонстрирует своего рода «бриколаж», разнообразным образом сочетая разнородные и в ряде случаев несовместимые элементы религии, эзотерики, политики, псевдонауки и др., которые извлекаются из своего контекста.
Немецким историком Д. Грох выделены три главных особенности теории заговора: искусственное упрощение сложности и динамичности исторических процессов; преувеличение связи намерений и результатов действий; выстраивание ложных причинно-следственных связей там. По Баркуну, конспирология базируется на вере, что ничто не может происходить случайно, но события происходят исключительно согласно чьему-то плану; ничто не есть то, чем внешне кажется; всё исключительно тесно взаимосвязано.

## Соотношение с реальными явлениями
Теория заговора, конспирологическая теория представляет собой не просто предположение о заговоре, любом тайном плане с участием двух или более человек. Термин теория заговора относится к явлению, имеющему определённые характеристики. Например, конспирологические убеждения неизменно противоречат общепринятому мнению экспертов, учёных, которые могут оценивать их достоверность. Конспирологи считают себя обладателями привилегированного доступа к социально преследуемым знаниям или стигматизированному образу мышления, который отделяет их от масс, верящих «официальной версии». Религиовед и политолог Майкл Баркун описывает теорию заговора как «шаблон, наложенный на мироустройство, чтобы придать событиям видимость порядка».
Настоящие заговоры, даже самые простые, трудно скрыть, и они регулярно сталкиваются с неожиданными проблемами. Напротив, теории заговора предполагают, что заговоры всегда успешны и группы заговорщиков, такие как бюрократы или учёные, могут действовать с почти идеальной компетентностью и секретностью. Причины событий или происшествий в рамках конспирологии упрощаются для исключения сложных или взаимосвязанных факторов, а также роли случая и непредвиденных последствий. Почти всё наблюдаемое объясняется тем, что оно было преднамеренно спланировано предполагаемыми заговорщиками.
По мнению Роберта Бразертона, в теориях заговора обычно утверждается, что заговорщики действуют с крайне злым умыслом, выходящим далеко за пределы умысла в повседневных заговорах, которые строятся из эгоистичных и алчных побуждений. Конспирология рисует чёрно-белый мир, глобальную борьбу добра со злом. Конспирологи считают, что широкие массы организованно преследуются, а мотивы предполагаемых заговорщиков часто близки к чистому маниакальному злу, или, по меньшей мере, почти бесчеловечно пренебрегают базовыми свободами и благополучием населения в целом. В наиболее масштабных теориях заговора заговорщики представлены воплощением Зла, рассматриваются как причина всех бед, регулярно творят немыслимую жестокость на регулярной основе и стремятся к уничтожению всего, что дорого людям.
Канадские религиоведы Кэтрин Янг и Пол Натансон пишут: «реальным тайным заговорам свойственны по крайней мере четыре особенности: это группы, а не индивиды; незаконные, зловещие цели, отсутствие заботы об обществе в целом; серия спланированных, а не спонтанных действий; и, разумеется, секретное обсуждение и планирование заговора, а не открытая дискуссия на страницах печати». Этим, видимо, и вызывается такое пристальное внимание к уже раскрытым и доказанным местам, где собираются вместе влиятельные лица. Некоторые заговоры позднее становятся просто историей, которую хотели скрыть от общества: Уотергейтский скандал, сделка по тайной поставке оружия Ирану.
Профессор американистики Манчестерского университета Питер Найт отмечает: «некоторые историки обращают внимание, что именно США стали главным оплотом конспирологии, поскольку именно здесь были предприняты и раскрыты многие выдающиеся заговоры, особенно после 1960-х годов». Присутствие реальных заговоров питает уверенность конспирологов в реальности ещё не раскрытых конспирологических теорий.
По мнению Джорджа Энтина, профессора-эмерита Пенсильванского университета, для реальных политических действий обычно требуется секретность не только на этапе планирования, но и при их реализации, в результате чего может быть сложно разделить обычную политику и заговоры. В рамках теорий заговоров ожидаемые изменения представляются глобальными, касающимися судеб народов и всего мира. Научные объяснения отличаются от теорий заговора своим подходом. Вторые лишены здравого смысла, не опираются на реальную доказательную базу или не оценивают достоверность используемых источников; не обладает критериями выбора конкретного толкования; конспирологи мало осведомлены о реальных заговорах и о причинах их провалов; власть для предполагаемых заговорщиков рассматривается в качестве единственной цели.
Наиболее слабое место теории заговора (в особенности, «глобальной») — добавление к интерпретации исторического эпизода большого количества усложнений. Один из принципов, который нарушается в обязательном порядке — Бритва Хэнлона: хотя известно, что в реальности причины того или иного события могут быть вполне обыденными (несчастный случай, действия одиночки-«маньяка», эпидемия, катастрофа), на их место ставится действие многочисленной, безупречно законспирированной, всесильной организации, все участники которой стремятся к единой цели и не допускают ошибок. Такое допущение крайне сомнительно. Весьма маловероятно, чтобы события, в которых задействовано достаточно большое количество людей, долго оставались неразглашёнными: история показывает, что рано или поздно реально существующие заговоры становятся достоянием гласности (например, «Уотергейт»).
Доктор Оксфордского университета Дэвид Граймс, основываясь на данных о раскрытых заговорах, создал математический аппарат, позволяющий оценить максимальное время раскрытия заговора, основываясь на количестве его участников и ещё некоторых параметрах. По его оценке, большинство самых популярных заговоров должны быть раскрыты менее, чем за четыре года. Эта работа показывает, что масштабные заговоры склонны быстро разоблачаться. Огромное количество людей, необходимое для поддержки глобального мошенничества, само по себе является причиной, по которой крупные заговоры не могут существовать.
Центральным моментом любой теории заговора является наличие некоего могущественного тайного общества, которое способно влиять на ход мировой истории. Хотя существование тайных обществ или организаций с высокой степенью секретности сомнений не вызывает, но приписывание им недоказанной роли в исторических событиях является конспирологией. Одной из самых ранних и могущественных тайных организаций в теориях заговора считаются тамплиеры. К ним возводили своё происхождение масоны. В 1797 году аббат Огюстен де Барюэль возводил к тамплиерам иллюминатов и якобинцев.

## Риторика
Риторика теории заговора использует несколько видов когнитивных искажений, включая предвзятость пропорциональности, предвзятость атрибуции и предвзятость подтверждения. Аргументы часто принимают форму постановки разумных вопросов, но без предоставления ответа, основанного на веских доказательствах. Теории заговора наиболее успешны, когда их сторонники могут привлечь широкие массы, например, в политике, религии и журналистике. Эти сторонники сами не обязательно верят в теорию заговора, они могут просто использовать её в попытке получить общественное признание. Конспирологические утверждения могут действовать как успешная риторическая стратегия для убеждения части аудитории посредством апелляции к эмоциям.
Теории заговора обычно акцентируются на пробелах или неясностях в знаниях, утверждая затем, что истинным объяснением этого должен быть заговор. Доказательства, которые могли бы напрямую подтвердить теории заговора, обычно имеют низкое качество. Так, конспирологи часто опираются на показания «очевидцев», несмотря на их недостоверность, при этом игнорируя объективный анализ доказательств. Конспирологи часто ссылаются на реальные заговоры, существовавшие в истории, используя эти факты как аргумент для подтверждения реальности «разоблачаемых» ими заговоров.
Теории заговора не поддаются фальсификации и подкрепляются ложными аргументами. В частности, сторонники теории заговора используют круговое рассуждение, логическую ошибку в виде хождения по кругу: как доказательства против существования заговора, так и отсутствие доказательств интерпретируются как свидетельство его реальности, в результате чего заговор становится вопросом веры, а не гипотезой, которую можно доказать или опровергнуть. Эпистемическая стратегия теорий заговора названа «каскадной логикой»: каждый раз, когда становятся доступными новые доказательства против выдвигаемых идей, теория заговора стремится отвергнуть их, утверждая, что ещё большее число людей участвует в сокрытии правды. Любая информация, противоречащая теории заговора, считается дезинформацией со стороны участников заговора. Точно так же отсутствие доказательств, прямо подтверждающих идеи конспирологов, изображается как подтверждающее существование заговора молчание. Тот факт, что другие не обнаружили и не разоблачили никакого заговора, рассматривается как свидетельство участия этих людей в заговоре. Эта стратегия позволяет теориям заговора изолироваться от нейтрального анализа доказательств и делает их устойчивыми к разбору или коррекции, что называется эпистемической самоизоляцией.
Конспирологи часто пользуются ложным балансом в СМИ. Они могут заявлять, что представляют альтернативную точку зрения, заслуживающую равного внимания общественности. Например, эта стратегия использовалась в рамках организованной креационистским учреждением Институт Дискавери кампании Teach the Controversy для продвижения псевдонаучной концепции разумного замысла, которая нередко включает идею существования заговора учёных, подавляющих креационизм. Если креационисты успешно находят платформу для представления своих взглядов в формате дебатов, они сосредотачиваются на использовании риторики ad hominems и нападках на существующие с их точки зрения недостатки общепринятой парадигмы, избегая при этом любого обсуждения недостатков собственной позиции.
Типичный подход конспирологов состоит в том, чтобы оспаривать любое действие или заявление официальных лиц, используя даже самые незначительные аргументы. Затем ответы оцениваются с использованием принципа двойных стандартов, когда отсутствие немедленного ответа, удовлетворяющего сторонника теории заговора, рассматривается как доказательство существования заговора. Любые незначительные ошибки в ответе подчёркиваются, в то время как недостатки в аргументах сторонников обычно игнорируются или оправдываются.
Касаясь научных тем, конспирологи обычно считают, что научная теория может быть опровергнута одним очевидным, с их точки зрения, недостатком или исключительным случаем. Кроме того, как игнорирование претензий конспиролога, так и попытка их решения будут истолкованы как доказательство существования заговора. Аргументы самих конспирологов могут быть ненаучными. Так, в ответ на Второй оценочный доклад МГЭИК 1996 года большая часть оппозиции сосредоточилась на выдвижении процедурных возражений. В частности, утверждалось, что часть процедуры создания доклада отражала заговор с целью заставить несогласных замолчать, что послужило мотивацией для противников доклада и отвлекло внимание значительной части общественности от научной стороны вопроса.
Конспирологи часто используют эвфемизмы и иносказания, как из опасений уголовного преследования, так и по причине иных дискурсивных особенностей, а также названия могущественных институций, управляющих миром. Отмечается последовательное «застревание» модальности высказывания между прямым и переносным значением лексемы, словосочетания, в том числе идиомы, что составялет характерную черту говорения о скрытых действиях, которые должны быть разоблачены через само высказывание, но даже после такого «разоблачения» сохранять статус явлений, не полностью утративших таинственность и, следовательно, не доступных для понимания профанов. Ряд конспирологов не стремится избегать прямых обвинений в отношении конкретных групп и структур, но и в их дискурсивном поведении присутствует номинационная «застенчивость».

## Типология
Теория заговора может быть локальной или международной, акцентироваться на отдельных событиях или охватывать несколько инцидентов и целые страны, регионы и исторические периоды. По мнению Рассела Мюрхеда и Нэнси Розенблюм, исторически за традиционным конспирационизмом следовала «теория», но со временем «заговор» и «теория» разъединились, поскольку современный конспирационизм часто не имеет за собой никакой теории.
Религиовед и политолог Майкл Баркун выделил три типа теории заговора:
- Событийные теории заговора, относятся к ограниченным и чётко определённым событиям, например, касающиеся убийства Кеннеди[англ.], терактов 11 сентября и распространения СПИДа[англ.].
- Системные теории заговора, согласно которым «заговор» преследует масштабные цели, включая контроль над страной, регионом или всем миром. Цели масштабны, но механизм заговора в целом прост: одна злая организация реализует план по проникновению в существующие институты и их подрыву. Это общий сценарии теорий заговора, которые сосредоточены на предполагаемых махинациях евреев, масонов, коммунизма или католической церкви.
- Теории суперзаговора, иерархически связывают несколько предполагаемых заговоров. На высшей ступени находится далёкая всемогущая злая сила. Примеры включают идеи Дэвида Айка и Милтона Уильяма Купера[англ.][68].

Политический философ и экономист Мюррей Ротбард противопоставляет «глубокие» теории заговора «поверхностным». Согласно Ротбарду, «поверхностный» «теоретик» наблюдает за событиями, спрашивает Cui bono? («Кому это выгодно?») и приходит к выводу, что постулируемый им выгодоприобретатель несёт ответственность за тайное влияние на события. «Глубокий» «теоретик» начинает с подозрений, а затем ищет «доказательства». Ротбард описывает эту последнюю деятельность как подтверждение «фактами» паранойи «теоретика».

## История
Во Франции XIV века возникла теория заговора прокажённых: считалось, что прокажённые травят колодцы. Теория заговора вскоре распространилась и по Германии; в неё поверили все, от крестьян до королевских особ. Под пытками прокажённые быстро признавались, что они создали гильдию, в которой поклялись отравлять колодцы посредством зелий, приготовленных из змей, жаб, ящериц, летучих мышей и человеческих экскрементов. Также они сообщали, что за отравление колодцев им платили евреи. Всё «сходилось» — в те времена считалось, что евреев проказа не берёт, а потому они могут спокойно вступать в сговор с прокажёнными.
Конспирологическая традиция развивалась в направлении от религиозных объяснений к секуляризованным, рационалистическим. Условия, благоприятные для развития теорий заговоров начали формироваться в рамках массового общества во второй половине XIX века, тогда как расцвет конспирологии происходит в XX—XXI веках при глобализации, в эпоху роста представлений о наступающем общемировом единстве.
Конспирология развивалась на базе идей, созданных христианскими мыслителями, включая шотландского философа Джона Робисона и французского аббата-иезуита Огюстена Баррюэля, которые стремились познать «тайну беззакония», по их мнению раскрывшуюся во Французской революции. Представления этих авторов, включавшие идею «конца света» и пришествия антихриста, обладали также чертами теории заговора. Позднейшая конспирология представляет собой секуляризованную версию христианского «Апокалипсиса», сохранившую многие представления последнего. Западная конспирология прошлого вдохновлялась словами британского премьер-министра Бенджамина Дизраэли, заявлявшего о существовании скрытых от внешнего наблюдателя акторах, которые руководят политикой, а также утверждением, сделанным 1909 году немецким промышленником и политическим деятелем Вальтером Ратенау, что судьбу европейской экономики определяют 300 человек. Конспирологи обратили особое внимание на их слова в связи с тем, что оба деятеля имели еврейское происхождение, что укрепило веру в еврейскую природу заговора. В поле внимания конспирологов евреи попали также в связи с существованием еврейской диаспоры, распространённой по всему миру, что, по мнению сторонников теорий заговора, означало естественность для евреев стремиться к мировому господству. Помимо веры и эмоций опорой для конспирологии служат слухи и фальсификаты. Наиболее известной конспирологической подделкой являются «Протоколы сионских мудрецов», повествующие о глобальном заговоре евреев-иудеев с целью захвата власти над миром.
Росту числа теорий заговора в числе прочего способствовали детективы про Шерлока Холмса Артура Конан Дойла: многие читатели стали использовать дедуктивный метод вымышленного сыщика, чтобы объяснять окружающую действительность.
Особое развитие теории заговора получили в США, на что существенно повлияла эсхатология. В последнее время идея глобального заговора, увязанная с эсхатологическим видением, в некоторой степени присутствует и среди православных, в том числе в России, что имеет опору в юдофобских рассуждениях отдельных православных священников, по мнению которых древнее иудейско-христианское противостояние получило вид заговора иудеев и масонов, направленного на создание мирового царства антихриста. Другим источником конспирологии стала эзотерика, создавшая тайные общества либо популяризовавшая представления о них, а также распространившая идею высших источников власти, недоступных для непосвящённых. Однако конспирологические идеи не всегда обладают религиозной основой.
Резким ростом интереса к заговорам отмечены значимые социальные травмы, такие как убийство президента Джона Кеннеди или террористические акты 11 сентября 2001 года. Популярность конспирологии подпитывается также склонностью современных государств, особенно авторитарных, существенно увеличивать границы секретной информации. Технические средства для конспирологических теорий предоставляются Интернетом, пользователями которого высокая частота упоминаний часто воспринимается как подтверждение их догадок, а слухи или искажённая информация распространяются с большой скоростью.

## Изучение
Академические исследования теорий заговора начались в США в середине XX века. В конце XX века аналогичные исследования стали проводиться в Европе, включая бывшие социалистические страны. В середине 1950-х годов, обратив внимание на атмосферу паранойи и шпиономании, которыми сопровождалась деятельность сенатора Джо Маккарти, американский историк Ричард Хофстедтер обратился к изучению традиций американской культуры заговора XIX—XX веков, предложил концепцию «параноидального стиля американской политике» и определил ключевые черты теорий заговора. Он описал конспирологическое восприятие мира, применив клинический термин «параноидальный» к историческому анализу ряда явлений американской политической истории. Конспиролог представлялся им как параноидальная личность, способная во всём окружающем мире и во всей истории отыскать доказательства своей теории и нацеленного на одиночное противостояние рациональному и изощрённому противнику, не совершающему ошибок.
Эта концепция, акцентирующая внимание на психологическом аспекте конспирологии, в течение длительного времени доминировала среди исследователей. Главной опасностью Хофстэдтер считал праворадикальную риторику, в рамках которой действовал Маккарти. В 1990-х годах сыном известного советолога Ричарда Пайпса, Дэниелом, концепция «параноидального стиля политики» была распространена на левых, включая советскую политику, и в частности, политику Сталина. Учёные-последователи Хофстедтера рассматривали теории заговора в качестве компонента патологического восприятия действительности, а конспирологов как желающих власти и убеждённых, что всё происходит не случайно.
Согласно другому научному подходу, теории заговора являются инструментом политических манипуляций. Этот взгляд сформировался в конце 1980—1990 годах в США в условиях, когда в числе основных проблем для безопасности являлись действия крайне правых групп, в том числе ряд террористических актов, в частности, взрыв в Оклахома-Сити, произведённый в 1995 году праворадикалом Тимоти Маквеем). Согласно данному подходу к изучению конспирологии, неверно считать правых популистов психопатами и экстремистами, потому что они могут транслировать взгляды обычных обывателей. Теории заговора понимаются как созданные маргинальными праворадикальными группами с использованием антиэлитистской, популистской риторикой.
В 1990-е годы наблюдался рост популярности теорий заговора в США и других странах, включая Россию, когда конспирология вышла за пределы маргинальных право- и леворадикальных групп, стали существенной составляющей современной культуры, включая кинематограф, музыку, литературу. Это обстоятельство привело к переосмыслению явления учёными. Оба предыдущих научных подхода полезны для понимания конспирологии, но они не объясняют явление в глобальном масштабе, поскольку теории заговора не всегда связаны с политической борьбой, а их сторонники не всегда имеют психические расстройства или параноидальное мышление. Конспирология нередко опирается на серьёзные социально-экономические, культурные и политические проблемы, может быть разновидностью рационального мышления, способом обсуждения социальных явлений, «подавленным знанием» (в терминологии Мишеля Фуко). Согласно Джеку Братичу, что теории заговора дают пример подавления официальным дискурсом знаний о существенных общественных конфликтах.
С 2010-х годов ряд историков, антропологов, социальных психологов, религиоведов, политологов, социологов и культурологов обратился к концептуальным и дисциплинарным особенностям изучения теорий заговора и собственно к исследованию этого явления.

## Значение и риски
Исследования в области культурологии современной политики привели к отказу от принятой стигматизации конспирологии и дали возможность сформулировать их значение в современном мире. Конспирология может пониматься в качестве легитимного способа интерпретации властных отношений. Это явление может присутствовать в различных политических режимах, включая развитые демократические страны, например, в их парламенте или в свободной прессе. Эти идеи могут нести пользу для достижения прозрачности государственных институтов и продвижения демократических ценностей, вскрывая социальные проблемы и неравенство.
На личностном уровне конспирология способна негативно влиять на своих носителей. Так сторонники теорий заговора часто имеют завышенную самооценку, являющуюся одним из триггеров веры, что против данного лица строится заговор. Другой вред конспирологии связан с защитой здоровья и окружающей среды теории заговора также несут угрозу обществу. Антивакинаторская конспирология ведёт к росту инфекционных заболеваний. Так, в ЮАР, где пропаганду ВИЧ-диссидентства поддержал сам президент Табо Мбеки, в результате чего в период его правления число умерших от СПИДа существенно возросло, достигнув 330 тысяч человек. Кроме того, популярность теорий заговора влияет на снижение политической и общественной активности, например, направленной против глобального потепления.
Важной составляющей конспирологии является стремление сомневаться в любой официальной информации. Конспирология участвует в создании альтернативного политического языка, ставят под сомнение слова и действия политической элиты, нередко становясь популистским инструментом или подрывая доверие к официальной позиции. В сообществах, которые находились под властью европейских государств, основой для развития конспирологии могут быть межэтнические конфликты, вспыхнувшие после деколонизации. В процессе формирования новой национальной идентичности государственные лидеры постколониальных стран могли использовать конспирологию для обвинений бывших колонизаторов или «внутренних врагов», привлекая массы населения. По мнению американского политолога Марка Фенстера, теорию заговора правильнее называть «популистской теорией о влиянии». Конспирология делит социум на своих и чужих, формирует общность «своих», «борющихся с несправедливостью», творцами которой считаются политически, социально, культурно или этнически «другие». Популизм используется для усиления и легитимизации определённых политических групп.

## Противодействие
Существуют разные правовые методы борьбы с конспирологами, которые различаются в зависимости от страны. В частности, в ряде стран приняты законы, карающие в уголовном порядке за отрицание научно признанных версий событий: например, за реабилитацию нацизма (статья 354.1 Уголовного кодекса Российской Федерации), за отрицание Холокоста, за отрицание геноцида армян и другие. Конспирологи также могут преследоваться в некоторых странах как распространители фейковых новостей. Так, в России был осуждён ютубер-конспиролог Антон Мысливец за распространение ложной информации о вакцине от COVID-19. Мысливец утверждал, что после вакцинации, проводимой с целью сокращения населения, человек умирает через месяц. Суд приговорил его к 200 часам обязательных работ. В тех странах, где нет законов, карающих за распространение ложной общественно значимой информации или за отрицание научных версий исторических событий, конспиролог может преследоваться в гражданско-правовом порядке. Например, в США Первая поправка к Конституции запрещает властям ограничивать свободу слова. Тем не менее, это не исключает возможности подачи иска к конспирологу в гражданском порядке. Так в 2022 году суд присяжных в штате Техас обязал конспиролога Алекса Джонса выплатить 4,1 млн долларов компенсации родителям 6-летнего мальчика, погибшего в результате стрельбы в школе Сэнди-Хук. Джонс неоднократно называл трагедию постановкой, устроенной правительством для того, чтобы отнять у американцев право на оружие. Во время суда Джонс признал, что стрельба была реальной и извинился за свои слова.
Противодействие конспирологии возможно и на индивидуальном уровне. В марте 2020 года сторонники теории заговора о пандемии COVID-19 пустили ложный слух о том, что женщина по имени Маатье Бенасси (Maatje Benassi), резервист армии США, была «нулевым пациентом» пандемии, первым человеком, заразившимся COVID-19. Бенасси стала мишенью из-за её участия во Всемирных военных играх 2019 года в Ухане до начала пандемии, хотя у неё никогда не было положительного результата теста на вирус. Теоретики заговора даже связали её семью с диджеем Бенни Бенасси как вирусный заговор Бенасси, хотя они не связаны между собой, и у Бенни также не было вируса. Блогер, называющий себя журналистом-расследователем, выпускал новые и новые видео, в которых обвинял Маатье в том, что она — спецагент, целью которого было занести в Китай новый вирус, созданный в американских биолабораториях. Незнакомые люди угрожали Маатье и желали ей смерти, был опубликован её домашний адрес и личные фотографии. Полиция говорила, что ничего не может поделать с этим, а интернет-платформы неохотно удаляли контент, связывающий Бенасси и коронавирус. И тем не менее, Маатье и её мужу удалось победить автора теории заговора и остановить волну конспирологии в свой адрес.
В 2019 году вышла научно-популярная книга белорусского писателя Андрея Жвалевского «Рептилоиды на плоской Земле. Лженаука», включающая опровержения популярных псевдонаучных идей и теорий заговора. В 2020 году книга вошла в лонг-лист премии «Просветитель».